# شركة بيركنز وبيكون وشركاه
كانت شركة السادة بيركنز وبيكون وشركاه شركة طباعة تطبع الكتب والأوراق النقدية والطوابع البريدية، وأشهرها طباعة طابع بيني بلاك، أول طوابع بريد لاصقة في العالم، في عام 1840.

## الأصول
اخترع جاكوب بيركنز وباع ألواحًا من "الفولاذ الطري" للنقش، وكانت تُصلّب بعد النقش. تراوح سمك الألواح بين بوصة وثلاث بوصات، وبلغ وزن بعضها خمسين رطلاً. أنتج بعض العملات في الولايات المتحدة، ومع النقاش جيديون فيرمان أنتج أول الكتب التي تُنقش على معدن الفولاذ في الولايات المتحدة. وعدة كتب من ثماني صفحات بعنوان "يد بيركنز وفيرمان الجارية". أنتج بيركنز وفيرمان عملات لولاية ماساتشوستس، وفازا بعقد عملة البنك الوطني الأمريكي الجديد. كانا من بوسطن، ماساتشوستس.
أغرى تشارلز هيث جاكوب بيركنز بالقدوم إلى إنجلترا، نظرًا لكثرة عملات العالم، وكانت أوراق بيركنز تُعتبر الأفضل. وصل مع جدعون فيرمان وآسا سبنسر، وأنشأوا شركة بيركنز وفيرمان في لندن، وعملوا حصريًا لعدة أشهر في محاولة الفوز بمشروع بنك إنجلترا. بعد بضعة أشهر، أصبح بيركنز مدينًا لعائلة هيث بمبلغ زهيد. ضم بيركنز وفيرمان تشارلز هيث كشريك، ونقلا متجرهما إلى 69 شارع فليت. امتلك تشارلز هيث في بعض الأحيان نصف أسهم الشركة.
أسس جاكوب بيركنز، وجيديون فيرمان، وجورج هيث (شركة مساهمة مالية فقط)، وأسس تشارلز هيث شركة "بيركنز، فيرمان، وهيث". وأنتجوا بعض الكتب والطوابع والأوراق النقدية من فئة الجنيه الإسترليني للبنوك الإنجليزية، بالإضافة إلى العملات. كانت هذهِ الطوابع أول طوابع في العالم بما في ذلك الطوابع الملصقة. كما كان لجاكوب بيركنز وتشارلز هيث مشاريع أخرى في الوقت نفسه.
لم يكن بيركنز وتشارلز هيث ناجحين في إدارة شؤونهما المالية. مع ذلك، كان لديهما محاسبة جيدة لأي ديون للشركة، وأسهم مباعَة بينهما، ونسبة ملكية في كل مشروع.

## الجدول الزمني المختصر
- 1808-1810 أنتج جاكوب بيركنز وجيديون فيرمان أول كتب معروفة في الولايات المتحدة باستخدام ألواح فولاذية.
- ~1816 كان لدى جاكوب بيركنز "صفائح فولاذية ناعمة" للنقش عليها، وطريقة لتصلب الصفائح، وعملية معينة.
- 1818 (15 أبريل)، ناقش هيث الأوراق النقدية الأمريكية التي طبعها بيركنز في لجنة التزوير التابعة لجمعية الفنون.
- كان بنك إنجلترا يعرض جائزة قدرها 20 ألف جنيه إسترليني لمن يجد أوراقاً مالية غير قابلة للتزوير.
- 1819 (31 مايو) أبحر بيركنز إلى إنجلترا بعد التواصل مع تشارلز هيث.
- 1819 (29 يونيو) وصل بيركنز إلى ليفربول، إنجلترا.
- 1819 (يوليو) التقى السير جوزيف بانكس مع بيركنز.
- 1819 (20 ديسمبر) انضم آل هيث إلى بيركنز وفيرمان لتشكيل بيركنز وفيرمان وهيث. 1819 جورج هيث يوفر بعض الدعم المالي فقط.
- 1820 (فبراير) اختار بنك إنجلترا حلاً آخر، لكن تبع ذلك أعمال أخرى، بما في ذلك الأوراق النقدية بقيمة 1 جنيه إسترليني والطوابع البريدية.
- 1820 (فبراير) بيركنز، من بين مشاريع أخرى، يدخل في مجال نشر الكتب مع الأخوين هيث وفيرمان.
- 1820 (الصيف) انتقل بيركنز فيرمان وهيث إلى 69 شارع فليت، لندن.
- 1820 (سبتمبر) باع بيركنز 1000 لوحة كان ينوي استخدامها في مشروع بنك إنجلترا.
- 1822 شركة بيركنز وهيث.
- 1829 شركة بيركنز وبيكون. اشترى جوشوا باترز بيكون (صهر بيركنز) حصة هيث.
- 1834-1852 شراكة بيركنز، وبيكون وبيتش (كان هنري بيتش نقاشًا، وكان أيضًا شريكًا).
- في عام 1839، طُلب من شركة بيركنز بيكون وشركاه صنع ألواح وقوالب للطوابع (كان طابع بيني بلاك هو طابعهم الأول).

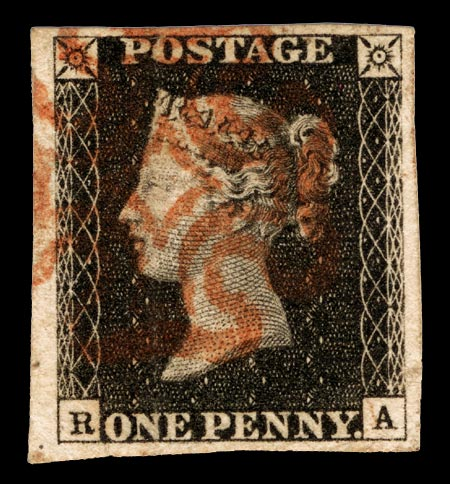
طابع بيني بلاك، مع ختم إلغاء أحمر كان من الصعب رؤيته وإزالتهُ بسهولة

هناك تداخل بين شركتي (بيركنز، بيكون وبيتش)، و(بيركنز، بيكون) وشركاؤهما؛ إذ لم تشمل جميع المشاريع التجارية جميع الشركاء، وتفاصيل نسبة الملكية متغيرة، إذ كان تقتسم الأسهم بين الشركاء بيع وشراء، وكذلك إقراض الأموال للشركاء من الشركة. إضافةً إلى ذلك، كان لتشارلز هيث العديد من المشاريع التجارية الفردية الأخرى، وكذلك بيركنز. كان لدى هيث وبيركنز العديد من المواهب والنجاحات، إلا أنهما كانا يواجهان مشاكل مالية متكررة. لحسن الحظ، كانت المحاسبة ممتازة. كانت لتشارلز هيث علاقات مهنية مع العديد من الأشخاص امتدت لعقود.

## التاريخ

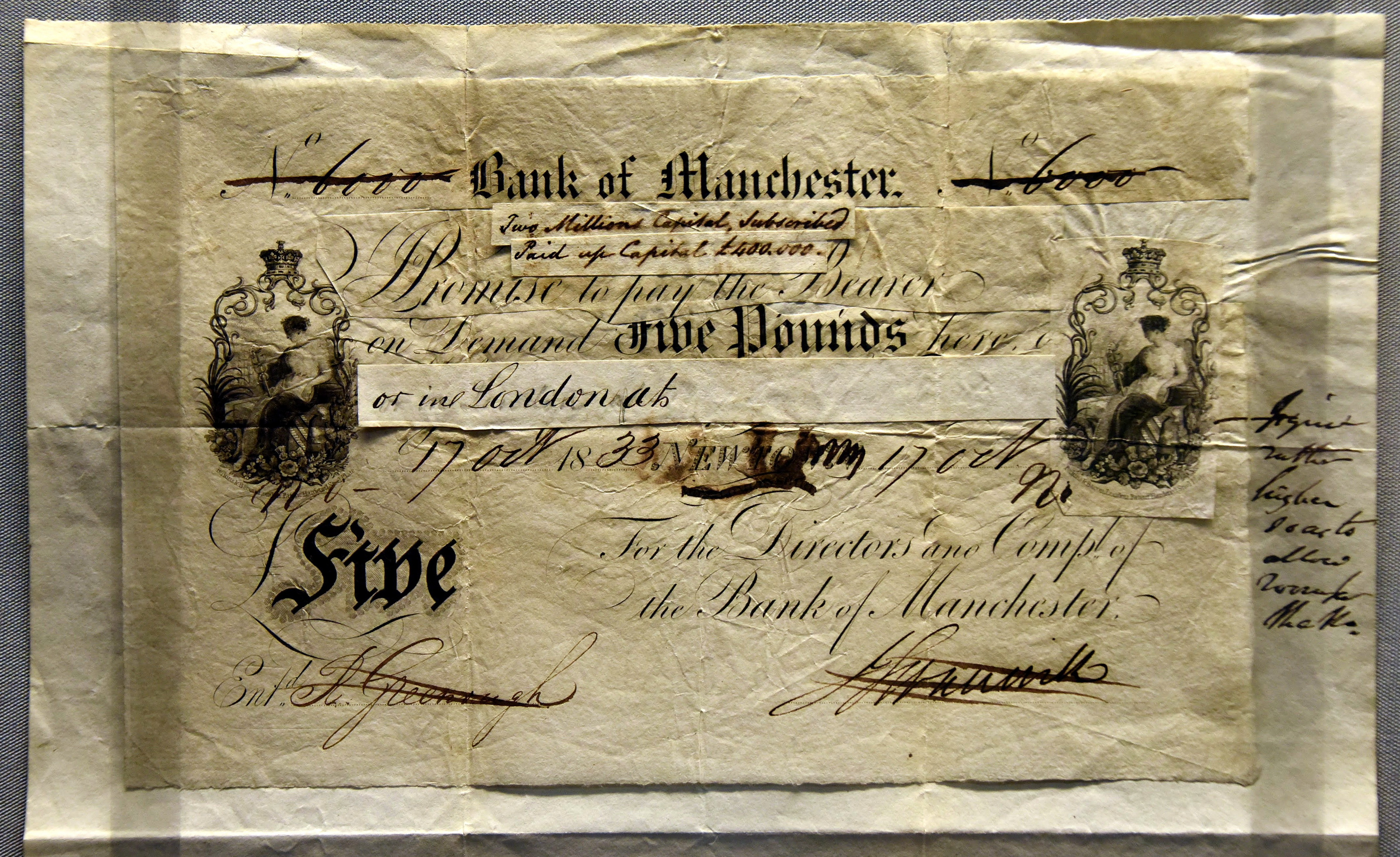
ورقة ملصق لتصميم وطباعة الأوراق النقدية، بنك مانشستر (إنجلترا)، سنة 1833، أرسلت إلى بيركنز وبيكون. معروضة في المتحف البريطاني بلندن.

عرضت إنجلترا جائزة قدرها 20,000 جنيه إسترليني لمن يُعثر على ورقة نقدية يستحيل تزويرها. اتصل هيث ببيركنز وأقنعه بالقدوم إلى إنجلترا، ووصل بيركنز إلى ليفربول عام 1819. قدّما عينات للسير جوزيف بانكس، رئيس اللجنة الملكية للتحقيق في التزوير، وبدا أنهما سيفوزان. لكنهما لم يفزا. بدأ بيركنز يُعاني من ضائقة مالية، وكان مدينًا لعائلة هيث بمبالغ بسيطة. نجحا في الحصول على عقود أصغر لأوراق نقدية أصغر من فئة جنيه إسترليني واحد، وفازا لاحقًا بمزيد من العقود الحكومية، لكنهما في الوقت نفسه بدأا في النشر.
كان لدى جورج هيث، وتشارلز هيث، وجاكوب بيركنز، وجيديون فيرمان شراكات متعددة ومشاريع فردية جارية في الوقت نفسه. كان جورج هيث داعمًا ماليًا فقط. كان تشارلز هيث نقّاشًا وناشرًا للكتب. كان جاكوب بيركنز مخترعًا جعل ألواح الكتب الفولاذية عملية (ولكنها ليست أرخص). أنتج فيرمان كتابًا مع بيركنز في الولايات المتحدة الأمريكية.
كانت الصعوبات المالية التي واجهها أحد الشركاء، أو على الأقل أحدهما، تُثقل كاهل الشركة في أي لحظة، وكانت سجلاتهم المحاسبية مُربكة، لكنها عملية للغاية. وكانت نسب أرباحهم في أي مشروع تتغير باستمرار.
بحلول عام 1822 أصبحت الشركة تعرف باسم "بيركنز آند هيث"، ثم في عام 1829، بعد معاملة معقدة تخلى فيها هيث عن أسهمه واشترى جوشوا باترز بيكون (صهر بيركنز) أسهمها باسم "بيركنز آند بيكون". انضم هنري بيتش في عام 1835، وبالتالي أصبحت الشركة التي تطبع الطوابع الأولى تُعرف فعليًا باسم "بيركنز، بيكون وبيتش". تُعرض ألواح الطباعة لطابع "بيني بلاك" حاليًا في المكتبة البريطانية. وعندما توفي بيتش في عام 1852، أصبحت الشركة تحمل اسم "بيركنز، بيكون" فقط.
في عام 1861، خسروا (مؤقتًا) عقد طباعة الطوابع كعقوبة لإعطاء نسخ من الإصدارات الجديدة لأصدقاء الإدارة دون إذن من الحكومات المعنية. ورغم فوز هيث في المعركة القضائية الأخرى، منح النقاشين الحق في الاحتفاظ بثماني طبعات من أي نقش، إلا أن هذا الحق لم يشمل العملات أو الطوابع.
وقد أتموا عقد طباعة الطوابع المنقوشة بالخطوط في 31 ديسمبر 1879، وخسروا أعمالهم اللاحقة لصالح منافسهم شركة دو لا رو.

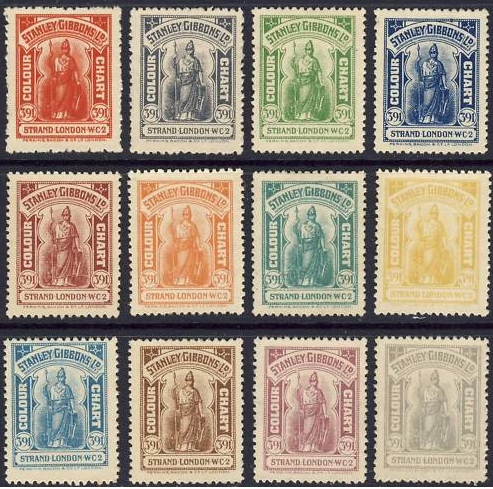
طوابع دليل الألوان من ستانلي غيبونز مطبوعة بواسطة بيركنز بيكون

بالإضافة إلى الطوابع البريطانية، قام بيركنز وبيكون بالطباعة لعدد من بلدان المستعمرات، بما في ذلك الطوابع الأولى لرأس الرجاء الصالح، والتي طبعت في عام 1853.
في عام 1935 خرجت الشركة من العمل واستحوذ على سجلاتها من قبل تشارلز وهاري نيسن وتوماس ألين. ثم استحوذت عليها الجمعية الملكية لهواة جمع الطوابع في لندن، حيث نظّمها بيرسي دي وورمز للنشر والعرض.

## اقرأ أيضاً
- de Worms, Percy. Perkins Bacon Records, Royal Philatelic Society London, 1953. (Two volumes published posthumously. Ed. جون إيستون and Arnold Strange).
- Hunnisett, Basil. Engraved on Steel, Ashgate, 1998.

## روابط خارجية
- James Dunbar Heath overview of the company history, written 1913. (archived 28 September 2007)
- "When Perkins Bacon Fell From Grace" by Michael O. Nowlan, Professional Stamp Experts
- Banknote Specimen (archived 4 March 2016)
- The Genius of Jacob Perkins